# Cajetan Francis Osta
Cajetan Francis Osta (ur. 30 lipca 1961 w Kathara-Bokaro) – indyjski duchowny rzymskokatolicki, od 2014 biskup Muzaffarpur.

## Życiorys
Święcenia kapłańskie otrzymał 9 maja 1992 i został inkardynowany do diecezji Muzaffarpur. Pracował głównie jako duszpasterz parafialny, był także m.in. rektorem niższego seminarium i wikariuszem sądowym.
11 lipca 2014 otrzymał nominację na biskupa Muzaffarpur. Sakry biskupiej udzielił mu 22 października 2014 kard. Telesphore Toppo.